# The Blue Hearts (альбом)
The Blue Hearts — дебютный студийный альбом группы The Blue Hearts, вышедший в 1987 году.

## Об альбоме
Группа и до этого собирала альбомы из записей, но это первый официальный релиз. Диск не следует путать с одноименным мини-альбомом вышедшем в 1990 году в США.
Этот альбом самый энергичный из всех альбомов The Blue Hearts, и более половины его песен включены в сборник «The Super Best».  Несмотря на то, что сингл «Hito ni Yasashiku» вышел раньше альбома, в сам альбом он включен не был.
В сентябре 2007 года альбом занял 3 место в рейтинге «100 величайших рок-альбомов Японии всех времён» журнала Rolling Stone Japan.

## Список композиций
1. Mirai wa Bokura no Te no Naka
(未来は僕等の手の中 Будущее в наших руках)
2. Owaranai Uta
(終わらない歌 Бесконечная песня)
3. No No No
(NO NO NO)
4. Punk Rock
(パンク・ロック Панк-рок)
5. Machi
(街 Городок)
6. Shōnen no Uta
(少年の詩 Песня мальчика)
7. Bakudan ga Okkochiru Toki
(爆弾が落っこちる時 Когда падает бомба)
8. Sekai no Mannaka
(世界のまん中 Середина мира)
9. Hadaka no Ō-sama
(裸の王様 Голый император)
10. Dance Number
(ダンス・ナンバー Dance Number)
11. Kimi no Tame
(君のため Для тебя)
12. Linda Linda
(リンダリンダ)